# Teresa Heinz Kerry

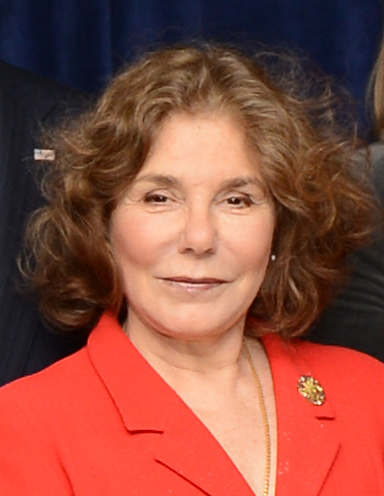
Teresa Heinz Kerry, 2013

Teresa Heinz Kerry, voluit Maria Teresa Thierstein Simões-Ferreira Heinz Kerry (Lourenço Marques, 5 oktober 1938), is de vrouw van John Kerry en filantroop. Ze is geboren in Mozambique dat toen nog een Portugese kolonie was. Haar vader was een Portugees en haar moeder was van Duitse komaf.
Ze studeerde letteren aan de Zuid-Afrikaanse Universiteit van Witwatersrand en sprak vijf talen vloeiend. Voordat ze als adviseur voor de Verenigde Naties in New York ging werken volgde ze een opleiding tot tolk aan de Universiteit van Genève.
Teresa Heinz is de weduwe van senator H. John Heinz III (van de Heinz-tomatenketchupfabrieken) die in 1991 bij een helikopterongeval om het leven kwam. Ze heeft drie zonen. Ze is bekend om haar vele filantropische werk en gaf onder andere leiding aan de "Heinz Family Philantropies" en de "Howard Heinz Endowment".
Toen ze 55 jaar oud was, kwam ze senator en voormalig Democratisch presidentskandidaat John Kerry tegen. Ze verloofden zich in 1994 en op 26 mei 1995 trouwden ze.
Teresa ontving in 2003 de Albert Schweitzer Gold Medal for Humanitarianism.